# Benzotriazool
Benzotriazool is een aromatisch triazool met als brutoformule C6H5N3. De stof komt voor als een wit tot bruin kristallijn poeder, dat matig oplosbaar is in water.

## Synthese
Benzotriazool wordt bereid in een gepatenteerde reactie van o-fenyleendiamine, natriumnitriet en azijnzuur:

## Toepassingen
Benzotriazool is een cheleermiddel. Het wordt onder andere gebruikt als corrosie-inhibitor, als antivriesmiddel en als beschermmiddel voor zilverwerk in afwasmiddel. Benzotriazool wordt ook aangetroffen in geneesmiddelen, zoals antimycotica, antiseptica en anthelminthica.

## Toxicologie en veiligheid
De stof ontleedt bij verhitting met vorming van giftige dampen, onder andere aniline en nitrobenzeen. De oplossing in water is een zwak zuur. Benzotriazool kan ontploffen bij destillatie in luchtledige omstandigheden.
De stof is irriterend voor de ogen. Herhaald of langdurig contact kan de huid gevoelig maken.